# Altensteig
Altensteig este un oraș în Districtul Calw, în Baden-Württemberg, Germania. Este situat estul Munților Pădurea Neagră, la 18 km sud-vest de Calw, și la 19 km nord-est de Freudenstadt.